# Riilahti (fartyg)
Riilahti var en finländsk minläggare som tjänstgjorde åren 1940–1943. Under konstruktionsperioden var fartyget känt som CV 760. Riilahti torpederades på natten den 24 augusti 1943, sydöst om Digskär. En torped från den sovjetiska motortorpedbåten TK 94 träffade fartyget, som sjönk därefter på två minuter. 11 överlevande plockades upp, men befälhavaren, Mannerheimkorsriddaren Osmo Kivilinna dog senare av sina skador.